# سیارک ۱۶۸۱۲۶
سیارک ۱۶۸۱۲۶ (به انگلیسی: 168126 Chengbruce، نامگذاری:2006GK) صد و شصت و هشت هزار و صد و بیست و ششمین سیارک کشف شده‌است که در ۱ آوریل ۲۰۰۶ کشف شد.